# Foo Fighters (Album)
Foo Fighters ist das Debütalbum der gleichnamigen Band Foo Fighters. Es erschien im Juni 1995 bei Capitol und Roswell Records.

## Entstehung
Es wurde innerhalb einer Woche von 17. bis 22. Oktober 1994 von Dave Grohl zusammen mit seinem Freund und Produzenten Barett Jones in Robert Langs Studio in Seattle aufgenommen. Grohl schrieb alle Songs auf dem Album selbst, von denen er viele schon während seiner Zeit bei Nirvana komponiert hatte. Außerdem spielte er sämtliche Instrumente von Schlagzeug über Gitarre und Bass bis Gesang alleine ein. Lediglich eine Gitarrenspur für den Song X-Static wurde von dem Gitarristen Greg Dulli von The Afghan Whigs eingespielt. Erst nachdem die Aufnahmen für das Album abgeschlossen waren, machte sich Dave Grohl auf die Suche nach einer geeigneten Band, um das Album zu promoten. In diesem Zusammenhang orientierte sich Grohl an dem Schlagzeuger Stewart Copeland von The Police, der sein erstes Soloalbum ebenfalls im Alleingang einspielte und 1980 unter dem Pseudonym Klark Kent veröffentlichte.

## Titelliste
1. This Is a Call – 3:53
2. I'll Stick Around – 3:52
3. Big Me – 2:12
4. Alone + Easy Target – 4:05
5. Good Grief – 4:01
6. Floaty – 4:30
7. Weenie Beenie – 2:45
8. Oh, George – 3:00
9. For All the Cows – 3:30
10. X-Static – 4:13
11. Wattershed – 2:15
12. Exhausted – 5:45

## Kommerzieller Erfolg

### Chartplatzierungen
| ChartsChartplatzierungen       | Höchstplatzierung | Wochen |
| ------------------------------ | ----------------- | ------ |
| Deutschland (GfK)              | 33 (15 Wo.)       | 15     |
| Österreich (Ö3)                | 13 (12 Wo.)       | 12     |
| Schweiz (IFPI)                 | 26 (7 Wo.)        | 7      |
| Vereinigtes Königreich (OCC)   | 3 (24 Wo.)        | 24     |
| Vereinigte Staaten (Billboard) | 23 (51 Wo.)       | 51     |

### Auszeichnungen für Musikverkäufe
| Land/Region                  | Auszeichnungen für Musikverkäufe (Land/Region, Auszeichnung, Verkäufe) | Verkäufe  |
| ---------------------------- | ---------------------------------------------------------------------- | --------- |
| Australien (ARIA)            | Gold                                                                   | 35.000    |
| Kanada (MC)                  | Platin                                                                 | 100.000   |
| Neuseeland (RMNZ)            | Gold                                                                   | 7.500     |
| Vereinigte Staaten (RIAA)    | Platin                                                                 | 1.468.000 |
| Vereinigtes Königreich (BPI) | Gold                                                                   | 374.187   |
| Insgesamt                    | 3× Gold · 2× Platin ·                                                  | 1.984.687 |

Hauptartikel: Foo Fighters/Auszeichnungen für Musikverkäufe